# Baía Charcot

A baía Charcot é uma baía de cerca de 10 milhas náuticas (18 km) de largura entre o cabo Kater  e o cabo Kjellman junto da costa oeste da Terra de Graham, na Antártida. Foi descoberta pela Expedição Antártica Sueca de 1901–04, sob o comando de Otto Nordenskiöld. Recebeu seu nome do Dr. Jean-Baptiste Charcot, naquele tempo um notório explorador ártico preparando sua primeira expedição antártica, na qual planejou procurar Nordenskiöld, cujo retorno estava atrasado.
 Este artigo incorpora material em domínio público  de United States Geological Survey   , documento "Baía Charcot" (conteúdo do Geographic Names Information System).